# Puntius chola
Puntius chola — можлива назва українською Болотний барбус —  субтропічна прісноводна риба роду пунтіус родини коропових. Вперше описана у 1822 році. Латинська назва походить від місцевоЇ назви даного виду.
Зустрічається на території Індії, М'янми, Пакистану,  Шрі-Ланки, Непалу, Бутану, Бангладешу та західного Таїланду. 
Довжина риби не перевищує 13  см.
Утримується як акваріумна риба.